# Daniel Betancourth
Daniel Augusto Betancourth Bejarano es un cantante ecuatoriano nacido en Guayaquil el 16 de noviembre de 1980 que ha adquirido fama a partir del año 2006 tras el éxito de su sencillo Seductora.

## Biografía
Inició su carrera musical en la banda colegial Doggma, que formó con sus amigos del Colegio Nuevo Mundo, en Guayaquil. Sus presentaciones se limitaban a fiestas de colegios. Su inquietud por la música viene desde hace mucho tiempo porque ya se conocía con el productor musical Jorge Luis Bohórquez, quedando en trabajar juntos en un futuro.
Tras graduarse de Bachiller en el Colegio Nuevo Mundo (Samborondón) en el año 1999, salió del país para continuar con sus estudios en Estados Unidos, concretamente en Miami Dade College, donde adquirió un título en voz de jazz con guitarra y piano como instrumento secundario de especialización.

### Trayectoria musical
Vivió en Miami durante 5 años, e ingresó como participante de Protagonistas de la Música un show de talento transmitido por Telemundo en el 2002. En el casting, participaron alrededor de 10 000 cantantes y músicos a nivel nacional. Llegó a ubicarse en el 5.º lugar, grabó dos canciones en dos materiales discográficos del programa, para luego promocionar su voz e imagen en entrevistas y conciertos en ciudades como Nueva Jersey, New York, Orlando, Miami y San Juan.
En el año 2005 retornó al país para trabajar desde entonces en producir sus propios materiales discográficos. A mediados de 2007 lanza su primer sencillo, "Seductora", que inmediatamente tuvo gran acogida en las emisoras ecuatorianas. Buscó ritmos distintos con mezcla de hip-hop latino y  La primera propuesta con “Seductora”, es un nuevo sonido al que se le atribuye la originalidad de invertir el coro con la estrofa. El primer sencillo promocional, fue llevado a cabo junto a su productor musical Jorge Luis Bohórquez, quien es el autor del tema.
Más adelante sacó su una nueva versión de la misma canción con ritmo bailable. Seductora fue grabado en Miami con Carlos Magno (del grupo Rubén Blades) en las percusiones, las guitarras junto a Leo Quinteros (venezolano), Daniel (español) y Daniel Betancourth. Se lo masterizó en Argentina y se lo mezcló en Ecuador en Borkis Entertainment.
“Seductora” además cuenta con su propio vídeo, que puede ser visto en YouTube. Fue producido por Carlos Ibáñez, quien previamente ha realizado trabajos para Madonna y Ricky Martin. Según la Radio Los 40 Principales de Ecuador y otras emisoras locales, Seductora quedó canción #1 del año 2007.
En enero de 2008, la canción Bella (cover de una de las primeras canciones de Manuel Mijares) le tomó la posta y está como canción #1 en Los 40 principales Ecuador y entre los primeros en Radio Disney Ecuador. Además con el sencillo seductora, a Betancourth se lo proclamó en varias emisoras como Artista Revelación del año junto a Mirella Cesa y María Teresa Vélez.Y en ese mismo su tema fue escogido para que suene en España el disco Caribe 2008 de Vale Music, que sale cada año en España
En el 2013, Betancourth lanzó "Dártelo Todo" junto al reggaetonero Maffio. La canción llegó a permanecer #1 en Ecuador durante 7 semanas consecutivas y 16 semanas entre las canciones de producción nacional según el monitoreo semanal de la revista virtual Charts Ecuador. El siguiente sencillo "Tus Colores" llegó al #2 en Ecuador, y nuevamente lideró el ranking de las canciones de artistas locales más sonadas en el país.
Gracias a la popularidad de Dártelo Todo, Daniel Betancourth fue nombrado Artista del Año por los Premios Mis Bandas Nacionales; mientras que recibió el reconocimiento a "Canción del Año" por Charts Ecuador en el 2013 y en el 2014.
En 2015, Daniel lanza "Punto Caramelo" junto a la banda colombiana Alkilados. La canción llegó al #1 en Ecuador, posición en donde permaneció por tres semanas consecutivas según el sondeo de Charts Ecuador, donde además fue reconocida como la Mejor Colaboración del Año. Recientemente fue invitado por Lucas Arnau para cantar el tema "Se Me Acabó La Vida" incluido en el álbum nominado al Grammy Latino, Buen Camino de Arnau.
Actualmente Betancourth participa como entrenador en la versión ecuatoriana de 'La Voz, donde compartió crédito con Jerry Rivera, Martha Sánchez y Jorge Villamizar en la primera temporada; y con Paty Cantú, Américo y Joey Montana en la segunda temporada.
Su sencillo "Exótica", interpretado junto a Nacho del dúo venezolano Chino & Nacho, se apuntó otro éxito Top 10 en Ecuador, según Charts Ecuador, conteo que lo nombró Mejor Artista Pop del 2015.

## Discografía
- Sencillos
  - Seductora (2007)
  - Bella (2007)
  - Te Perdí (2007)
  - Prefiero (2008)
  - Caramelito (2008)
  - La quiero a morir (2009)
  - No Me Pidas Tiempo (2011)
  - La Cuenta (2011)
  - Bruja (2012)
  - Dártelo Todo Feat. Maffio (2013)
  - Tus Colores (2014)
  - Punto Caramelo Feat. Alkilados  (2015)
  - Exótica Feat. Nacho (2015)
  - Quédate de sol a sol Feat. Sebastián Yatra (2018)
  - Todo Contigo (2018)
  - Cosalinda Feat. Jorge Villamizar (2019)
  - Renacer (2020)
  - Bancarrota (2024)
- Primer Disco
  - Sobran las palabras (2011)